# Discografia dei Radiohead
In questa pagina è presente l'intera discografia dei Radiohead suddivisa in: album in studio, raccolte, EP (studio, live e speciali), singoli, video e videoclip.

## Album in studio
| Album              | Data di uscita                                                                                                   | Regno Unito | Stati Uniti | Australia  | Belgio     | Canada     | Francia    | Germania   | Irlanda    | Italia     | Paesi Bassi |
| Album              | Data di uscita                                                                                                   | Classifica  | Classifica  | Classifica | Classifica | Classifica | Classifica | Classifica | Classifica | Classifica | Classifica  |
| ------------------ | --- | ----------- | ----------- | ---------- | ---------- | ---------- | ---------- | ---------- | ---------- | ---------- | ----------- |
| Pablo Honey        | 22 febbraio 1993                                                                                                 | numero 22   | numero 32   | numero 86  | numero 28  | numero 42  | numero 108 | -          | numero 12  | -          | numero 61   |
| The Bends          | 13 marzo 1995 | numero 4    | numero 88   | numero 23  | numero 8   | numero 14  | numero 35  | numero 73  | numero 4   | numero 88  | numero 20   |
| OK Computer        | 16 giugno 1997                                                                                                   | numero 1    | numero 21   | numero 7   | numero 1   | numero 2   | numero 3   | numero 13  | numero 1   | numero 6   | numero 2    |
| Kid A              | 2 ottobre 2000                                                                                                   | numero 1    | numero 1    | numero 2   | numero 3   | numero 1   | numero 1   | numero 4   | numero 1   | numero 3   | numero 4    |
| Amnesiac           | 4 giugno 2001 | numero 1    | numero 2    | numero 2   | numero 3   | numero 1   | numero 2   | numero 2   | numero 1   | numero 2   | numero 3    |
| Hail to the Thief  | 6 giugno 2003 | numero 1    | numero 3    | numero 2   | numero 1   | numero 1   | numero 1   | numero 3   | numero 1   | numero 3   | numero 4    |
| In Rainbows        | 10 ottobre 2007: download formato MP3 3 dicembre 2007: edizione "discbox" 31 dicembre 2007 - 1º gennaio 2008: CD | numero 1    | numero 1    | numero 2   | numero 2   | numero 1   | numero 1   | numero 8   | numero 1   | numero 7   | numero 7    |
| The King of Limbs  | 18 febbraio 2011: download formato MP3 e WAV 28 marzo 2011: CD e vinile 9 maggio 2011: edizione "newspaper"      | numero 7    | numero 3    | numero 2   | numero 7   | numero 5   | numero 8   | numero 13  | numero 7   | numero 8   | numero 3    |
| A Moon Shaped Pool | 8 maggio 2016: download formato MP3 e WAV                                                                        | numero 1    | numero 3    | numero 2   | numero 2   | numero 2   | numero 5   | numero 3   | numero 1   | numero 2   | numero 2    |

## Album Live
| Album                              | Data di uscita   | Regno Unito | Stati Uniti | Australia  | Belgio     | Francia    | Germania   | Irlanda    | Italia     | Norvegia   | Paesi Bassi |
| Album                              | Data di uscita   | Classifica  | Classifica  | Classifica | Classifica | Classifica | Classifica | Classifica | Classifica | Classifica | Classifica  |
| ---------------------------------- | ---------------- | ----------- | ----------- | ---------- | ---------- | ---------- | ---------- | ---------- | ---------- | ---------- | ----------- |
| I Might Be Wrong - Live Recordings | 12 novembre 2001 | numero 23   | numero 44   | numero 30  | numero 38  | numero 14  | numero 76  | numero 22  | numero 23  | numero 94  | numero 19   |

## Album Compilation
| Album                         | Data di uscita        | Regno Unito | Stati Uniti | Australia  | Belgio     | Canada     | Francia    | Germania   | Irlanda    | Italia     | Paesi Bassi |
| Album                         | Data di uscita        | Classifica  | Classifica  | Classifica | Classifica | Classifica | Classifica | Classifica | Classifica | Classifica | Classifica  |
| ----------------------------- | --------------------- | ----------- | ----------- | ---------- | ---------- | ---------- | ---------- | ---------- | ---------- | ---------- | ----------- |
| Radiohead Box Set             | 10 dicembre 2007 (UK) | -           | -           | -          | numero 95  | numero 162 | -          | -          | -          | -          | -           |
| Radiohead: The Best Of        | 2 giugno 2008 (UK)    | numero 4    | numero 26   | numero 10  | numero 1   | numero 10  | numero 39  | numero 38  | numero 1   | numero 7   | numero 9    |
| OK Computer OKNOTOK 1997 2017 | 23 giugno 2017 (UK)   | numero 2    | numero 23   | numero 6   | numero 6   | numero 10  | numero 12  | numero 13  | numero 2   | numero 11  | numero 5    |
| MiniDiscs (Hacked)            | 11 giugno 2019        | -           | -           | -          | -          | -          | -          | -          | -          | -          | -           |
| Kid A Mnesia                  | 5 novembre 2021       | numero 4    | numero 12   | numero 3   | numero 9   | numero 34  | numero 42  | numero 7   | numero 3   | numero 29  | numero 6    |

## Album remix
| Album            | Data di uscita          | Regno Unito | Stati Uniti | Belgio     | Francia    | Irlanda    | Italia     | Giappone   | Paesi Bassi | Svizzera   |
| Album            | Data di uscita          | Classifica  | Classifica  | Classifica | Classifica | Classifica | Classifica | Classifica | Classifica  | Classifica |
| ---------------- | ----------------------- | ----------- | ----------- | ---------- | ---------- | ---------- | ---------- | ---------- | ----------- | ---------- |
| TKOL RMX 1234567 | 16 settembre 2011 (JPN) | numero 34   | numero 50   | numero 43  | numero 79  | numero 48  | numero 63  | numero 48  | numero 74   | numero 95  |

## Album Demo
- "On a Friday" (1986) (con il nome di "On a Friday")
- "Medicinal Sounds" (1987) (con il nome di "On a Friday")
- "Gripe" (1988) (con il nome di "On a Friday")
- "The Greatest Shindig" (1990) (con il nome di "Shindig")
- "Untitled" (soprannominato "Dungeon Demo") (1991) (con il nome di "On a Friday")
- "First Tapes" (soprannominato "Manic Hedgehog") (1991) (con il nome di "On a Friday")

## Album video
| Album                                     | Data di uscita        | Regno Unito | Giappone   | Stati Uniti |
| Album                                     | Data di uscita        | Classifica  | Classifica | Classifica  |
| ----------------------------------------- | --------------------- | ----------- | ---------- | ----------- |
| Live at the Astoria                       | 13 marzo 1995 (UK)    | -           | numero 161 | numero 9    |
| 7 Television Commercials                  | 4 maggio 1998 (UK)    | -           | -          | numero 14   |
| Meeting People Is Easy                    | 30 novembre 1998 (UK) | -           | numero 261 | numero 2    |
| The Most Gigantic Lying Mouth of All Time | 1º dicembre 2004 (UK) | -           | -          | -           |
| Radiohead: The Best Of                    | 23 giugno 2008 (UK)   | -           | numero 20  | -           |
| In Rainbows – From the Basement           | 24 giugno 2008 (UK)   | -           | -          | -           |
| The King of Limbs: Live from the Basement | 19 dicembre 2011 (UK) | numero 10   | numero 74  | -           |

## EP
| EP                                 | Data di uscita         | Regno Unito | Stati Uniti | Austria    | Belgio     | Francia    | Irlanda    | Giappone   | Paesi Bassi | Norvegia   |  |
| EP                                 | Data di uscita         | Classifica  | Classifica  | Classifica | Classifica | Classifica | Classifica | Classifica | Classifica  | Classifica |  |
| ---------------------------------- | ---------------------- | ----------- | ----------- | ---------- | ---------- | ---------- | ---------- | ---------- | ----------- | ---------- |  |
| Drill                              | 5 maggio 1992 (UK)     | numero 101  | -           | -          | -          | -          | -          | -          | -           | -          |  |
| Itch                               | 1º giugno 1994 (JPN)   | -           | -           | -          | -          | -          | -          | -          | -           | -          |  |
| My Iron Lung                       | 26 settembre 1994 (UK) | numero 24   | -           | -          | -          | -          | numero 39  | numero 209 | -           | -          |  |
| No Surprises / Running fron Demons | 10 dicembre 1997 (JPN) | -           | -           | -          | -          | -          | -          | -          | -           | -          |  |
| Airbag/How Am I Driving?           | 21 aprile 1998 (UK)    | -           | numero 56   | -          | numero 91  | numero 159 | numero 15  | -          | -           | -          |  |
| COM LAG (2plus2isfive)             | 24 marzo 2004 (JPN)    | numero 37   | -           | numero 75  | numero 45  | numero 59  | numero 66  | numero 25  | numero 62   | numero 19  |  |
| In Rainbows Disk 2                 | 3 dicembre 2007        | -           | -           | -          | -          | -          | -          | -          | -           | -          |  |

## Singoli
| Singolo                      | Anno                                              | Regno Unito                        | Stati Uniti                                 | Australia  | Belgio                                  | Canada     | Francia    | Irlanda    | Italia     | Paesi Bassi                   | Nuova Zelanda | Album di Provenienza                      |
| Singolo                      | Anno                                              | Classifica                         | Classifica                                  | Classifica | Classifica                              | Classifica | Classifica | Classifica | Classifica | Classifica                    | Classifica    | Album di Provenienza                      |
| ---------------------------- | ------------------------------------------------- | ---------------------------------- | ------------------------------------------- | ---------- | --------------------------------------- | ---------- | ---------- | ---------- | ---------- | ----------------------------- | ------------- | ----------------------------------------- |
| Creep                        | 1992                                              | 7                                  | 34                                          | 6          | 8                                       | 30         | 4          | 13         | 58         | 13                            | 19            | Pablo Honey                               |
| Anyone Can Play Guitar       | 1993                                              | 32                                 | -                                           | 97         | -                                       | -          | -          | -          | -          | -                             | -             | Pablo Honey                               |
| Pop Is Dead                  | 1993 / 2009 (nel Pablo Honey Collector's Edition) | 42                                 | -                                           | -          | -                                       | -          | -          | -          | -          | -                             | -             | No Album                                  |
| Stop Whispering              | 1993                                              | -                                  | -                                           | 131        | -                                       | -          | -          | -          | -          | -                             | -             | Pablo Honey                               |
| My Iron Lung                 | 1994                                              | 24                                 | -                                           | 100        | -                                       | 5          | -          | -          | -          | -                             | -             | The Bends                                 |
| High and Dry / "Planet Telex | 1995                                              | 17                                 | 78                                          | 62         | -                                       | 31         | -          | 40         | -          | -                             | 22            | The Bends                                 |
| Fake Plastic Trees           | 1995                                              | 20                                 | - / 65 (USA Hot Airplay)                    | 132        | -                                       | 62         | -          | -          | -          | -                             | 22            | The Bends                                 |
| Just                         | 1995                                              | 19                                 | - / 32 (USA Hot Singles Sales)              | 127        | -                                       | -          | -          | -          | -          | -                             | -             | The Bends                                 |
| Street Spirit (Fade Out)     | 1996                                              | 5                                  | - / 24 (USA Hot Singles Sales)              | 114        | - / 3 (Ultratop Back Catalogue Singles) | 57         | -          | 25         | -          | 26                            | -             | The Bends                                 |
| The Bends                    | 1996 (IRL)                                        | -                                  | -                                           | -          | -                                       | -          | -          | 26         | -          | -                             | -             | The Bends                                 |
| Paranoid Android             | 1997                                              | 3                                  | - / 20 (USA Hot Singles Sales)              | 29         | 65                                      | -          | -          | 4          | 11         | 61                            | -             | OK Computer                               |
| Karma Police                 | 1997                                              | 8                                  | - / 69 (USA Hot Airplay)                    | 71         | 35                                      | 59         | 153        | 15         | 16         | 50                            | 32            | OK Computer                               |
| Lucky                        | 1997 (FRA)                                        | -                                  | -                                           | -          | -                                       | -          | -          | -          | -          | -                             | -             | OK Computer                               |
| No Surprises                 | 1998                                              | 4                                  | - / 27 (USA Hot Singles Sales)              | 47         | 63                                      | -          | 31         | 13         | -          | 58                            | 23            | OK Computer                               |
| Pyramid Song                 | 2001                                              | 5                                  | - / 26 (USA Hot Singles Sales)              | 25         | 62                                      | 2          | 19         | 10         | 6          | 23                            | -             | Amnesiac                                  |
| Knives Out                   | 2001                                              | 13                                 | - / 20 (USA Hot Singles Sales)              | 56         | -                                       | 1          | 46         | 25         | 17         | 63                            | -             | Amnesiac                                  |
| There There                  | 2003                                              | 4                                  | -                                           | 28         | 39                                      | 1          | 54         | 7          | 5          | 48                            | -             | Hail to the Thief                         |
| Go to Sleep                  | 2003                                              | 12                                 | - / 8 (USA Hot Singles Sales)               | 39         | 60                                      | 2          | 87         | 11         | 9          | 55                            | -             | Hail to the Thief                         |
| 2 + 2 = 5                    | 2003                                              | 15                                 | - / 22 (USA Hot Singles Sales)              | 54         | -                                       | 2          | 64         | 36         | 12         | 99                            | -             | Hail to the Thief                         |
| Jigsaw Falling into Place    | 2008                                              | 30                                 | -                                           | -          | 62                                      | -          | 55         | 32         | -          | -                             | -             | In Rainbows                               |
| Nude                         | 2008                                              | 21                                 | 37                                          | -          | 12                                      | 8          | 76         | 18         | 2          | 8                             | 23            | In Rainbows                               |
| Harry Patch (In Memory Of)   | 2009                                              | -                                  | -                                           | -          | -                                       | -          | -          | -          | -          | -                             | -             | No Album                                  |
| These Are My Twisted Words   | 2009                                              | -                                  | -                                           | -          | -                                       | -          | -          | -          | -          | -                             | -             | No Album                                  |
| Supercollider/The Butcher    | 2011 (Record Store Day Limited Edition)           | - / 2 (UK Physical Singles Chart)  | - / 5 (USA Hot Singles Sales)               | -          | -                                       | -          | -          | -          | -          | -                             | -             | No Album                                  |
| The Daily Mail/Staircase     | 2011                                              | 71                                 | - / 2 (USA Hot Singles Sales)               | -          | -                                       | -          | -          | -          | -          | -                             | -             | The King of Limbs: Live from the Basement |
| Spectre                      | 2015 / A Moon Shaped Pool Special Edition         | -                                  | -                                           | -          | -                                       | -          | -          | -          | -          | -                             | -             | No Album                                  |
| Burn the Witch               | 2016                                              | 64                                 | - / 21 (USA Bubbling Under Hot 100 Singles) | 63         | 69                                      | 83         | 51         | 51         | 74         | - / 9 (NLD Singles Tip Chart) | -             | A Moon Shaped Pool                        |
| Daydreaming                  | 2016                                              | 74                                 | -                                           | 73         | 98                                      | -          | 28         | 84         | 88         | -                             | -             | A Moon Shaped Pool                        |
| I Promise                    | 2017                                              | - / 83 (UK Singles Download Chart) | -                                           | -          | -                                       | -          | 136        | -          | -          | -                             | -             | OK Computer OKNOTOK 1997 2017             |
| Man of War                   | 2017                                              | -                                  | -                                           | -          | -                                       | -          | 178        | -          | -          | -                             | -             | OK Computer OKNOTOK 1997 2017             |
| If You Say the Word          | 2021                                              | -                                  | -                                           | -          | -                                       | -          | -          | -          | -          | -                             | -             | Kid A Mnesia                              |
| Follow Me Around             | 2021                                              | -                                  | -                                           | -          | -                                       | -          | -          | -          | -          | -                             | -             | Kid A Mnesia                              |

## Singoli Promozionali
| Singolo                     | Anno | Regno Unito                        | Stati Uniti                         | Messico    | Belgio     | Canada     | Francia    | Polonia    | Scozia     | Italia     | Paesi Bassi | Nuova Zelanda | Album di Provenienza     |
| Singolo                     | Anno | Classifica                         | Classifica                          | Classifica | Classifica | Classifica | Classifica | Classifica | Classifica | Classifica | Classifica  | Classifica    | Album di Provenienza     |
| --------------------------- | ---- | ---------------------------------- | ----------------------------------- | ---------- | ---------- | ---------- | ---------- | ---------- | ---------- | ---------- | ----------- | ------------- | ------------------------ |
| Let Down                    | 1997 | -                                  | - / 29 (USA Alternative Airplay)    | -          | -          | -          | -          | -          | -          | -          | -           | -             | OK Computer              |
| Airbag                      | 1998 | -                                  | -                                   | -          | -          | -          | -          | -          | -          | -          | -           | -             | OK Computer              |
| How to Disappear Completely | 2000 | -                                  | -                                   | -          | -          | -          | -          | -          | -          | -          | -           | -             | Kid A                    |
| Idioteque                   | 2000 | -                                  | -                                   | -          | -          | -          | -          | -          | -          | -          | -           | -             | Kid A                    |
| The National Anthem         | 2000 | -                                  | -                                   | -          | -          | -          | -          | -          | -          | -          | -           | -             | Kid A                    |
| Optimistic                  | 2000 | -                                  | - / 10 (USA Alternative Airplay)    | -          | -          | -          | -          | 23         | -          | -          | -           | -             | Kid A                    |
| I Might Be Wrong            | 2001 | -                                  | - / 27 (USA Alternative Airplay)    | -          | -          | -          | -          | -          | -          | -          | -           | -             | Amnesiac                 |
| I Want None of This         | 2005 | - / 19 (UK Signles Download Chart) | -                                   | -          | -          | -          | -          | -          | -          | -          | -           | -             | Help!: A Day in the Life |
| House of Cards              | 2008 | -                                  | - / 24 (USA Triple A Songs Chart)   | -          | -          | -          | -          | -          | 6          | -          | -           | -             | In Rainbows              |
| Bodysnatchers               | 2008 | -                                  | - / 8 (USA Alternative Airplay)     | -          | -          | -          | -          | -          | -          | -          | -           | -             | In Rainbows              |
| Reckoner                    | 2008 | 74                                 | -                                   | -          | -          | -          | -          | 127        | 21         | -          | -           | -             | In Rainbows              |
| All I Need                  | 2009 | -                                  | -                                   | -          | -          | -          | -          | -          | -          | -          | -           | -             | In Rainbows              |
| Lotus Flower                | 2011 | 165                                | 41                                  | 25         | 66         | 38         | -          | 19         | -          | 91         | -           | -             | The King of Limbs        |
| Present Tense               | 2016 | -                                  | -                                   | -          | -          | -          | -          | 36         | -          | -          | -           | -             | A Moon Shaped Pool       |
| Identikit                   | 2016 | -                                  | -                                   | -          | -          | -          | -          | -          | -          | -          | -           | -             | A Moon Shaped Pool       |
| III Wind                    | 2019 | - / 50 (UK Singles Sales Chart)    | - / 9 (USA Rock Digital Song Sales) | -          | -          | -          | 40         | -          | -          | 21         | 60          | -             | A Moon Shaped Pool       |

## Altre canzoni andate in radio
- "Exit Music (For a Film)" - OK Computer
- "Everything in Its Right Place" - Kid A
- "15 Step" - In Rainbows
- "Weird Fishes/Arpeggi" - In Rainbows
- "Codex" - The King of Limbs
- "Bloom" - TKOL RMX 1234567
- "Morning Mr. Magpie" - TKOL RMX 1234567
- "Little By Little" - TKOL RMX 1234567
- "Feral" - TKOL RMX 1234567
- "Give Up the Ghost" - TKOL RMX 1234567
- "Good Evening Mrs. Magpie" - TKOL RMX 1234567
- "True Love Waits" - A Moon Shaped Pool

## Videoclip
| Anno | Titolo                                           | Regista                                             | Album                         |   |
| ---- | ------------------------------------------------ | --------------------------------------------------- | ----------------------------- | - |
| 1993 | Creep                                            | Brett Turnbull                                      | Pablo Honey                   |   |
| 1993 | Anyone Can Play Guitar                           | Dwight Clarke                                       | Pablo Honey                   |   |
| 1993 | Pop Is Dead                                      | Dwight Clarke                                       | No Album                      |   |
| 1993 | Stop Whispering                                  | Jeff Plansker                                       | Pablo Honey                   |   |
| 1994 | My Iron Lung                                     | Brett Turnbull                                      | The Bends                     |   |
| 1995 | High and Dry (versione 1)                        | David Mould                                         | The Bends                     |   |
| 1995 | Fake Plastic Trees                               | Jake Scott                                          | The Bends                     |   |
| 1995 | Just                                             | James Thraves                                       | The Bends                     |   |
| 1995 | Lucky                                            | -                                                   | OK Computer                   |   |
| 1996 | High and Dry (versione 2)                        | Paul Cunningham                                     | The Bends                     |   |
| 1996 | Street Spirit (Fade Out)                         | Jonathan Glazer                                     | The Bends                     |   |
| 1997 | Paranoid Android                                 | Magnus Carlsson                                     | OK Computer                   |   |
| 1997 | Let Down (mai pubblicato)                        | Simon Hilton                                        | OK Computer                   |   |
| 1997 | Karma Police                                     | Jonathan Glazer                                     | OK Computer                   |   |
| 1997 | Fitter Happier (mai pubblicato)                  | James Engwell                                       | OK Computer                   |   |
| 1998 | No Surprises                                     | Grant Gee                                           | OK Computer                   |   |
| 1999 | Palo Alto                                        | Grant Gee                                           | OK Computer OKNOTOK 1997 2017 |   |
| 2000 | Kid A Blips                                      | Stanley Donwood & Shynola & Chris Bran              | Kid A                         |   |
| 2000 | Idioteque (versione 1)                           | Chris Bran                                          | Kid A                         |   |
| 2000 | Idioteque (versione 2)                           | Grant Gee                                           | Kid A                         |   |
| 2001 | Motion Picture Soundtrack                        | Stanley Donwood & Shynola                           | Kid A                         |   |
| 2001 | The National Anthem (MTV Latin America)          | Juan Ferreyra                                       | Kid A                         |   |
| 2001 | Pyramid Song                                     | Shynola                                             | Amnesiac                      |   |
| 2001 | Knives Out                                       | Michel Gondry                                       | Amnesiac                      |   |
| 2001 | I Might Be Wrong (versione 1)                    | Chris Bran                                          | Amnesiac                      |   |
| 2001 | I Might Be Wrong (versione 2)                    | Sophie Muller                                       | Amnesiac                      |   |
| 2001 | Pulk/Pull Revolving Doors - Like Spinning Plates | Johnny Hardstaff                                    | Amnesiac                      |   |
| 2001 | How to Disappear Completely (live)               | -                                                   | Kid A                         |   |
| 2003 | There There                                      | Chris Hopewell                                      | Hail to the Thief             |   |
| 2003 | Go to Sleep                                      | Alex Rutterford                                     | Hail to the Thief             |   |
| 2003 | Sit Down, Stand Up                               | Ed Holsworth                                        | Hail to the Thief             |   |
| 2003 | 2 + 2 = 5 (live)                                 | Fabien Raymond                                      | Hail to the Thief             |   |
| 2007 | Jigsaw Falling into Place                        | Adam Buxton e Garth Jennings                        | In Rainbows                   |   |
| 2008 | Nude                                             | Adam Buxton e Garth Jennings                        | In Rainbows                   |   |
| 2008 | All I Need                                       | John Seale, Steve Rogers                            | In Rainbows                   |   |
| 2008 | House of Cards                                   | James Frost                                         | In Rainbows                   |   |
| 2008 | Reckoner                                         | Clement Picon                                       | In Rainbows                   |   |
| 2008 | Weird Fishes/Arpeggi                             | Tobias Stretch                                      | In Rainbows                   |   |
| 2008 | Videotape                                        | Wolfgang Jaiser, Claus Winter                       | In Rainbows                   |   |
| 2008 | 15 Step                                          | Kota Kotori                                         | In Rainbows                   |   |
| 2011 | Lotus Flower                                     | Garth Jennings                                      | The King of Limbs             |   |
| 2016 | Burn the Witch                                   | Chris Hopewell                                      | A Moon Shaped Pool            | - |
| 2016 | Daydreaming                                      | Paul Thomas Anderson                                | A Moon Shaped Pool            |   |
| 2016 | A Moon Shaped Pool (vignette)                    | Richard Ayoade, Ben Weathley, Yorgos Lanthimos ecc. | A Moon Shaped Pool            |   |
| 2016 | Present Tense                                    | Paul Thomas Anderson                                | A Moon Shaped Pool            |   |
| 2016 | The Numbers                                      | Paul Thomas Anderson                                | A Moon Shaped Pool            |   |
| 2017 | I Promise                                        | Michal Marczak                                      | OK Computer OKNOTOK 1997 2017 |   |
| 2017 | Man of War                                       | Colin Read                                          | OK Computer OKNOTOK 1997 2017 |   |
| 2017 | Lift                                             | Oscar Hudson                                        | OK Computer OKNOTOK 1997 2017 |   |
| 2021 | If You Say the Word                              | Kasper Häggström                                    | Kid A Mnesia                  |   |
| 2021 | Follow Me Around                                 | Us (Chris Barrett, Luke Taylor)                     | Kid A Mnesia                  |   |

## Colonne sonore
Alcune canzoni dei Radiohead sono state incluse nelle colonne sonore di diversi film:
| Canzone                          | Album                        | Film                                     | Anno di uscita del film |
| -------------------------------- | ---------------------------- | ---------------------------------------- | ----------------------- |
| Creep                            | Pablo Honey                  | S.F.W.                                   | 1994                    |
| Creep                            | Pablo Honey                  | Cyclo                                    | 1995                    |
| Fake Plastic Trees, My Iron Lung | The Bends                    | Ragazze a Beverly Hills                  | 1995                    |
| Talk Show Host                   | Romeo + Juliet O.S.T.        | Romeo + Giulietta di William Shakespeare | 1996                    |
| Exit Music (For a Film)          | Ok Computer                  | Romeo + Giulietta di William Shakespeare | 1996                    |
| How Can You Be Sure?             | Fake Plastic Trees (Singolo) | Nowhere                                  | 1998                    |
| Treefingers                      | Kid A                        | Memento                                  | 2000                    |
| How to Disappear Completely      | Kid A                        | L'ultimo sogno                           | 2001                    |
| Everything In Its Right Place    | Kid A                        | Vanilla Sky                              | 2001                    |
| I Might Be Wrong                 | Amnesiac                     | Vanilla Sky                              | 2001                    |
| Pulk/Pull Revolving Doors        | Amnesiac                     | A Scanner Darkly - Un oscuro scrutare    | 2006                    |
| Amazing Sounds of Orgy           | Pyramid Song (Singolo)       | A Scanner Darkly - Un oscuro scrutare    | 2006                    |
| Fog                              | Knives Out (Singolo)         | A Scanner Darkly - Un oscuro scrutare    | 2006                    |
| Skttrbrain (Four Tet Mix)        | COM LAG (2plus2isfive) EP    | A Scanner Darkly - Un oscuro scrutare    | 2006                    |
| Life in a Glasshouse             | Amnesiac                     | I figli degli uomini                     | 2006                    |
| 15 Step                          | In Rainbows                  | Twilight                                 | 2008                    |
| Pyramid Song                     | Amnesiac                     | Caos calmo                               | 2008                    |
| High and Dry                     | The Bends                    | 50 e 50                                  | 2011                    |